# مولي غودنبور
مولي غودنبور (بالإنجليزية: Molly Goodenbour)‏ مواليد 8 فبراير 1972 في واترلو، هي لاعبة كرة سلة أمريكية معتزلة أصبحت مدربة. بدأت مسيرتها الاحترافية في سنة 1995. اعتزلت اللعب في 2000. لعبت مع ساكرامنتو موناركس في دوري الاتحاد الوطني لكرة السلة النسائية.